# こけら寿司 (長浜市)
こけら寿司（こけらずし）は、滋賀県長浜市南浜地域の郷土料理。ビワマスを使った熟れ寿司の一種。ビワマスのこけら寿司とも。
樽の底に飯を敷き詰め、塩漬けしたビワマスを塩抜きして細かくスライスしたものとショウガと糀を乗せ、さらに飯を重ねることを交互に繰り返し、重しをして麹菌によって発酵させた食品である。一般的な熟れ寿司と比べると、投入される糀が大量であることが特徴である。熟成期間は1か月ほど。
南浜漁港は、ビワマスの水揚げでは滋賀県内屈指の水揚げ量をほこる。ビワマスは南浜地域の住人にとって身近な魚であり、ビワマスを供える神事も受け継がれてる。ビワマスを用いたこけら寿司は、南浜地域では慶事の際に欠かせない料理であった。